# Legamento dorsale del carpo
Il legamento dorsale del carpo, o anche del polso, è un ispessimento della fascia antibrachiale situato nella parte dorsale dell'articolazione radio-carpica.
Ha due facce e quattro margini. La faccia superiore è in rapporto con la cute. Con la faccia profonda delimita i sei condotti dei tendini dei muscoli estensori.